# Mariano Santos Mateo

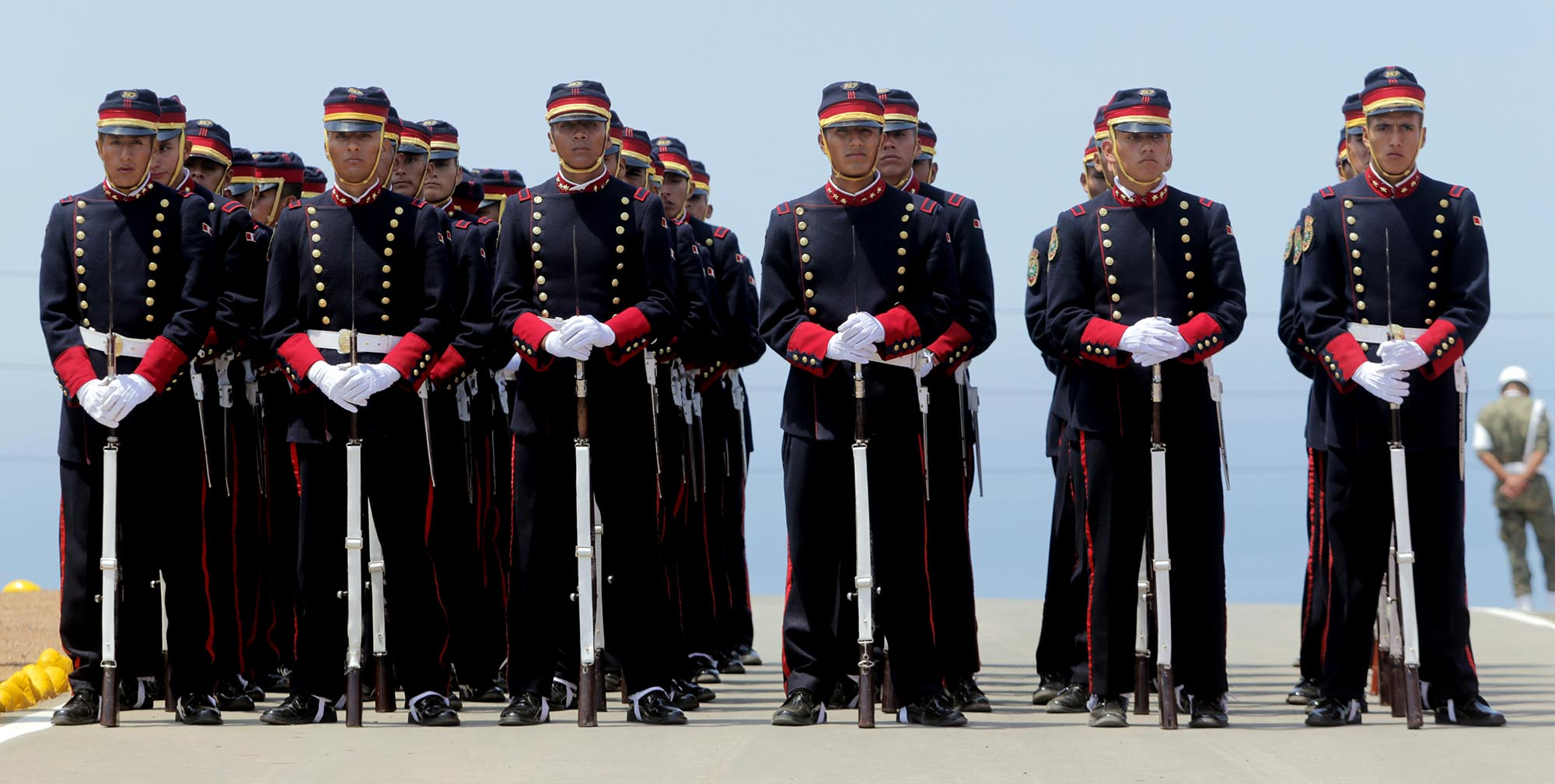
Compañía histórica policial "Inspector de Guardias GC Mariano Santos Mateo" integrada por alumnos de la escuela de suboficiales de la Policía Nacional del Perú.

Mariano Santos Mateo (1850 - 1900) fue un guardia civil peruano que participó defendiendo a su país durante la guerra del Pacífico. Se hizo célebre al capturar, durante la Batalla de Tarapacá, la coronela del Regimiento "2º de Línea" de la Infantería del Ejército de Chile.

## Biografía
Nació en 1850 en el Distrito de Lucre, provincia de Quispicanchi, Cusco. Sus padres fueron el Coronel Carlos Santos Ego, militar argentino que llegó al Perú en la Expedición Libertadora comandada por el General José de San Martín, y la dama cuzqueña doña Antonia Mateo Chara. A los 20 años de edad salió de su pueblo natal para dirigirse a la ciudad de Arequipa donde en 1875 ingresó a la Guardia Civil del Perú. 

### Guerra del Pacífico
Al estallar la guerra con Chile el gobierno peruano dispuso la creación de nuevos cuerpos militares para hacer frente al adversario. Los primeros en ser llamados a las filas del ejército fueron los guardias civiles de distintas ciudades, que por su entrenamiento y las características propias de su oficio, se encontraban en una situación equiparable a la de los soldados del Ejército de línea.
El Coronel Alejandro Bezada, a la sazón Prefecto de Arequipa, organizó con gran diligencia una División de 560 hombres, cuyo mando asumió el mismo, poniéndose en marcha hacia el sur, en la primera quincena de abril de 1879. Estas fuerzas la integraban dos columnas de la Guardia Civil de Arequipa, la Gendarmería de Arequipa y Puno y la Guardia Nacional de Arequipa, las mismas que después formaron con el Batallón Ayacucho la Tercera División del Ejército Peruano del Sur.
Mariano Santos se encontraba en la 1ra Compañía de la Columna “A” de la Guardia Civil de Arequipa.

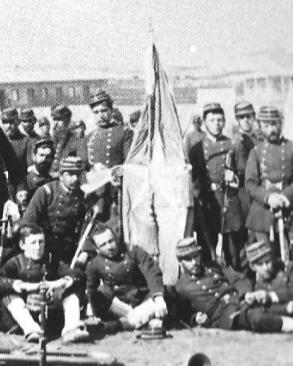
Estandarte y escolta del Regimiento "2º de Línea" de la Infantería del ejército de Chile, según una foto que la oficialidad se tomó en Antofagasta en 1879. Al momento de la batalla de Tarapacá el oficial portaestandarte era el subteniente Telésforo Barahona que murió en dicha acción de armas.

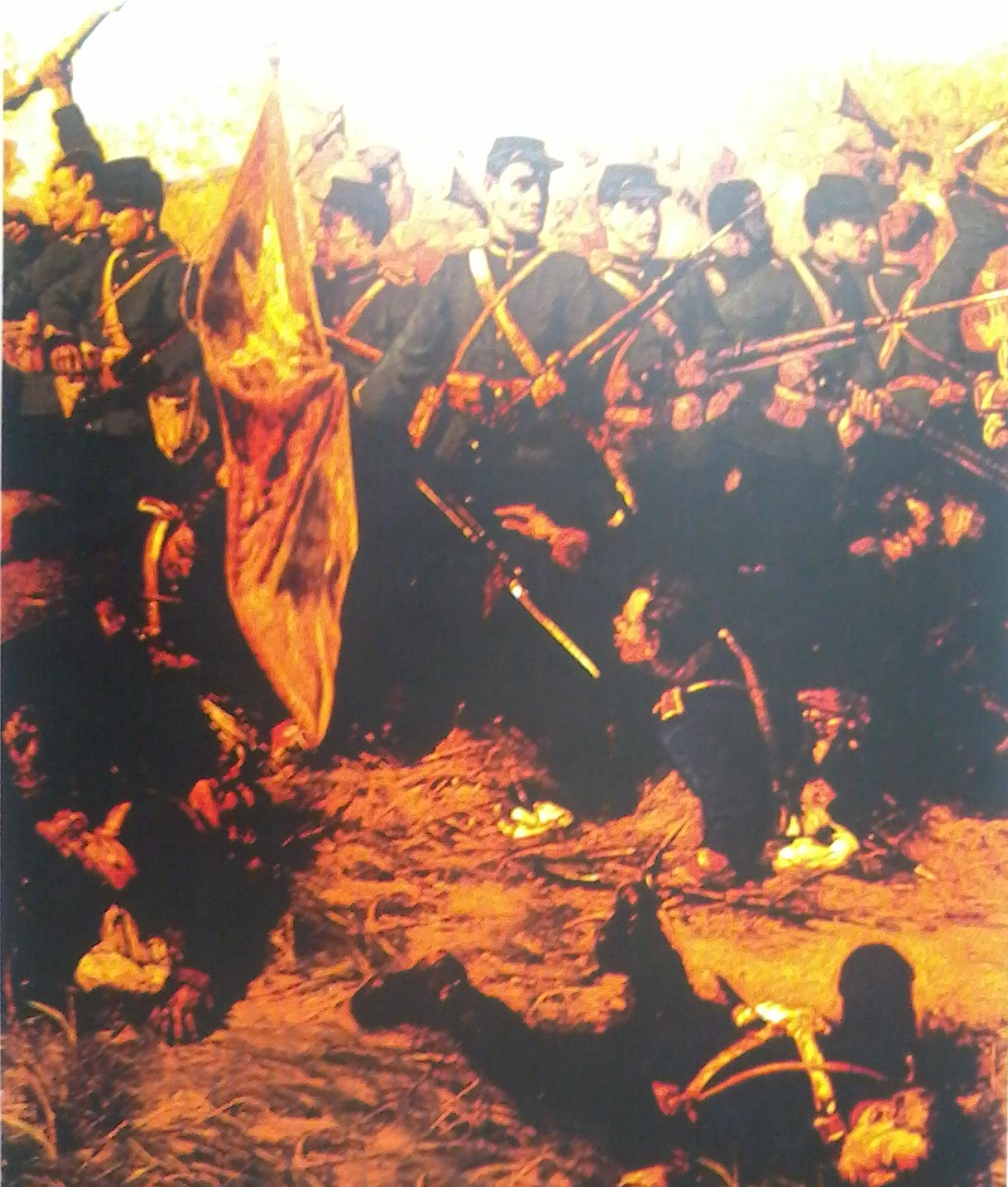
Pintura de retrata el momento en que el guardia civil Mariano Santos Mateo del batallón Guardias de Arequipa de la III División del Ejército Peruano del Sur se apodera de la coronela del Regimiento 2º de Línea de la infantería del Ejército de Chile.

De esta manera se formó el Batallón Guardias de Arequipa, integrado por seis Compañías de la Guardia Civil y una Columna de Gendarmes, con un total de 560 hombres.
El destino no quiso que el Prefecto arequipeño llegara a enfrentarse a las tropas que invadieron el sur del Perú, pues, a poco de su arribo a Iquique falleció accidentalmente, siendo reemplazado por el Coronel Manuel Carrillo y Ariza.
Al fallecimiento del Coronel Bezada, la Tercera División del Ejército del Sur pasó a ser comandada por el Coronel Francisco Bolognesi Cervantes.
Cuando se tuvo noticia de la toma del puerto peruano de Pisagua el Batallón Guardias de Arequipa marchó para hacer frente a la invasión chilena. 
Como parte de la Tercera División del Ejército Peruano del Sur el Batallón Guardias de Arequipa, tomó parte en la batalla de San Francisco o de Dolores, comandado por el Coronel graduado  Don Manuel Carrillo y Ariza, junto al Batallón Ayacucho del Coronel Manuel A. Prado. Luego de la derrota marchó a San Lorenzo de Tarapacá, que era un pueblo de la sierra sur del Perú, donde el 27 de noviembre de 1879 tendría lugar la batalla del mismo nombre y en la cual al batallón al que pertenecía Mariano Santos le sería confiada la defensa del mismo. Tarapacá fue atacada por el Regimiento "2º de Línea" de la Infantería del Ejército de Chile y en el combate, que tuvo lugar en las mismas calles del pueblo, el Guardia Civil Mariano Santos logró, con la bayoneta en la mano, apoderarse de la coronela del regimiento enemigo tras una sangrienta lucha en la que pereció toda la escolta. 
Por esta acción a Mariano Santos se le llamó el Valiente de Tarapacá mereciendo una mención especial en el parte que el jefe de su División, el coronel Francisco Bolognesi, redactó tras la batalla señalando que fue él quien arrancó el estandarte de las manos del enemigo. 
En el lado chileno el comandante accidental del Regimiento "2º de Línea" (por haber muerto su primer jefe) manifestó a sus superiores lo siguiente:

Igualmente merecen distinción especial la escolta del estandarte compuesta de los valientes veteranos, todos premiados... Estos individuos, peleando como leones en defensa de su querido deposito perecieron todos en sus puestos, y antes de morir, tres de los últimos que cayeron, tomaron la oportuna precaución de quemar el estandarte, antes que permitir fuera insultado y mancillado por los enemigos de su patria.
Parte del comandante Liborio Echanez, Regimiento "2º de Línea" 

Poco después al saberse que el estandarte había sido capturado por las tropas peruanas, en la prensa chilena circuló la versión que el subteniente Barahona al ser herido mortalmente había rodado envuelto en el estandarte al fondo de la quebrada sin que el resto del regimiento pudiera recuperarlo y de donde supuestamente lo recogieron los peruanos.
Tras la victoria, el ejército peruano continuó su marcha al puerto de Arica. En una ceremonia solemne, llevada a cabo en la puerta de la Catedral de San Marcos de Arica, el contralmirante Lizardo Montero condecoró y ascendió a Inspector de Guardias GC (Grado equivalente al de Teniente del Ejército de aquella época), el 31 de enero de 1880, al Guardia GC Mariano Santos Mateo. El trofeo capturado quedó en la iglesia de esa ciudad, de donde fue trasladado luego a la de Tacna. En dicha ciudad sería encontrado por tropas chilenas tiempo después y devuelto al "2º de Línea" antes de la Campaña de Lima.
Mariano Santos combatiría en la Batalla del Alto de la Alianza de la cual saldría gravemente herido. Cuando con los restos el ejército del sur llegó a Arequipa, tras reponerse de la herida sufrida, fue homenajeado por las autoridades de la ciudad otorgándosele una medalla de oro. Por suscripción popular se le entregó un uniforme nuevo, en reemplazo del desgarrado y empapado en sangre con el que había regresado de campaña, el mismo que lució en el banquete que fue celebrado en su honor el 24 de septiembre de 1880.

### Vida privada
Tras el fin de la guerra regresaría a su tierra natal donde contrajo matrimonio con Julia Herrera, unión de la que si hubo descendencia, habiendo llevado una vida apacible cultivando las tierras de su familia. Donde luego de mucho tiempo trata de volver a ser feliz. 
Falleció en la ciudad del Cusco el 7 de octubre de 1900. Sus restos fueron enterrados en el cementerio de Oropesa en Quispicanchi.

## Homenajes en el Perú

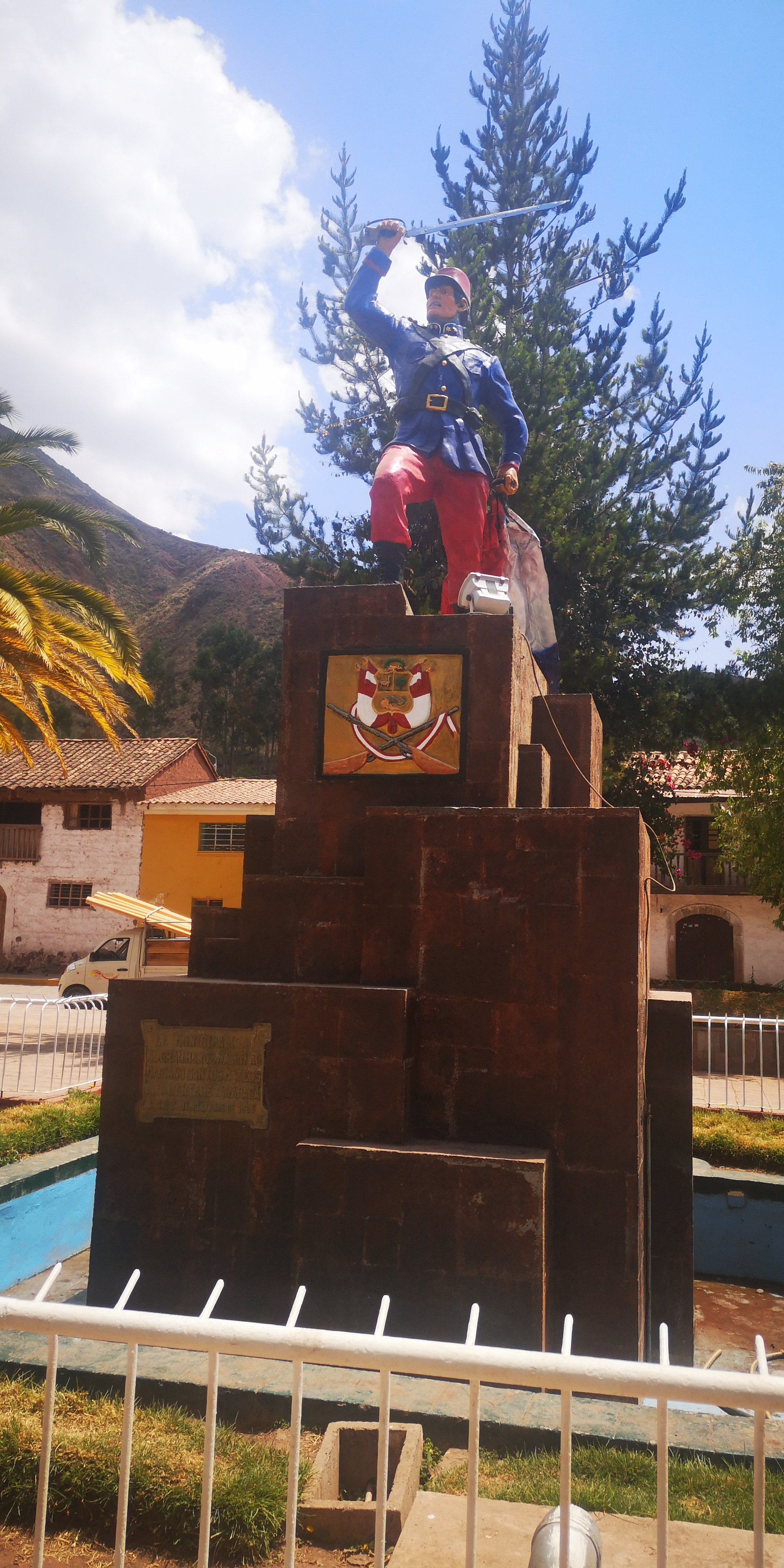
Monumento a Mariano Santos en la plaza principal de Lucre, donde nació.

El Congreso de la República del Perú mediante Ley N.º 23316, publicada en el Diario Oficial El Peruano del 7 de noviembre de 1981, lo declaró Héroe Nacional. Posteriormente dio la Ley N.º 27018 del 21 de diciembre de 1998, mediante la cual se precisa su jerarquía en la Policía Nacional del Perú, otorgándosele el Grado Policial de Alférez.
El 25 de agosto de 2000 sus restos fueron trasladados a la Cripta, construida en el Parque Ecológico Camposanto "Santa Rosa de Lima", destinada a conservar los restos de los héroes y mártires de la Policía Nacional del Perú.
La Ley N.º 29161 del 18 de diciembre de 2007 confiere a Mariano Santos Mateo el grado honorífico de Gran General de la Policía Nacional del Perú. 
El lunes 31 de diciembre de 2007 el ministro del Interior Luís Alva Castro anunció que el Salón de los Embajadores del Palacio de Gobierno del Perú llevará el nombre del héroe nacional Mariano Santos Mateo.
La promoción de Suboficiales de 3.ª. PF-PNP 2017-I egresada el 21 de agosto de 2017 de la Unidad Académica de Pregrado de la Escuela de Educación Superior Técnica Profesional (escuela de formación de suboficiales de la Policía Femenina de la Policía Nacional del Perú) ubicada en el distrito de San Bartolo lleva su nombre.